# Two Prudential Plaza
Le Two Prudential Plaza est un gratte-ciel situé dans la ville de Chicago, dans l'État de l'Illinois, aux États-Unis. Il se trouve au 180 North Stetson Avenue dans le quartier de New Eastside, dans la partie nord-est du secteur financier du Loop (Downtown Chicago). Le Two Prudential Plaza se trouve juste à l'ouest de l'Aon Center qui est le quatrième plus haut gratte-ciel de la ville après la Willis Tower, la Trump Tower et le St. Regis Chicago.
Érigée entre 1988 et 1990 dans le style international, cette tour est située à proximité immédiate de nombreux points d'intérêts majeurs de la ville : les bords du lac Michigan et la jetée Navy à l'est, le pavillon Jay Pritzker et la Cloud Gate (deux des attractions phares du Millennium Park ; à l'angle nord-ouest de Grant Park) juste au sud, la voie piétonnière de la Chicago Riverwalk qui longe la rivière Chicago au nord, et les monuments patrimoniaux du district historique de l'Historic Michigan Boulevard District à l'ouest.
Le Consulat général du Canada aux États-Unis à Chicago (Consulate General of Canada in Chicago) a ses bureaux dans la suite 2400. Le drapeau du Canada flotte à côté de celui des États-Unis sur l'esplanade de Lake Street.
Le bâtiment abrite le journal Chicago Tribune et l'entreprise de média Tribune Publishing. Jusqu'en juillet 2018, ils possédaient leurs bureaux dans la Tribune Tower, un gratte-ciel de style néogothique situé à Chicago.

## Description
Ce bâtiment est appelé « plaza » (ce qui peut signifier « place » ou encore « carré urbain » en français) parce qu'il comporte une grande place au niveau de la rue avec un accès public et une place en terrasse pour les employés au-dessus du parking du complexe.
Les deux structures qui constituent le complexe appelé « Prudential Plaza » (le One Prudential Plaza et le Two Prudential Plaza) occupent un block entier et sont reliées à une série de tunnels piétonniers souterrains connus sous le nom de « Pedway ». Ces tunnels mènent aux magasins, aux hôtels, à l'hôtel de ville et au réseau métropolitain de la Chicago Transit Authority (CTA). Les entreprises installées au Two Prudential Plaza ont accès à un parking, à une station de lavage, à un hangar à vélos, à un centre de remise en forme et de fitness, à une cafétéria et à des services postaux. Une terrasse et un salon au sommet du bâtiment sont également à la disposition des travailleurs.
En mai 2006, BentleyForbes, une société d'investissement immobilier basée à Los Angeles et dirigée par Frederick Wehba et sa famille, a racheté le Two Prudential Plaza, ainsi que le bâtiment voisin, le One Prudential Plaza, pour 470 millions de dollars.
En 2015, BentleyForbes a fait défaut sur l'hypothèque des tours en raison de la crise économique mondiale de 2008 et les promoteurs new-yorkais des sociétés d'investissement 601W Companies et Berkley Properties ont pris le contrôle de la propriété après avoir investi plus de 100 millions de dollars en fonds propres pour la recapitaliser. BentleyForbes continue de détenir une participation dans le partenariat propriétaire.

## Architecture

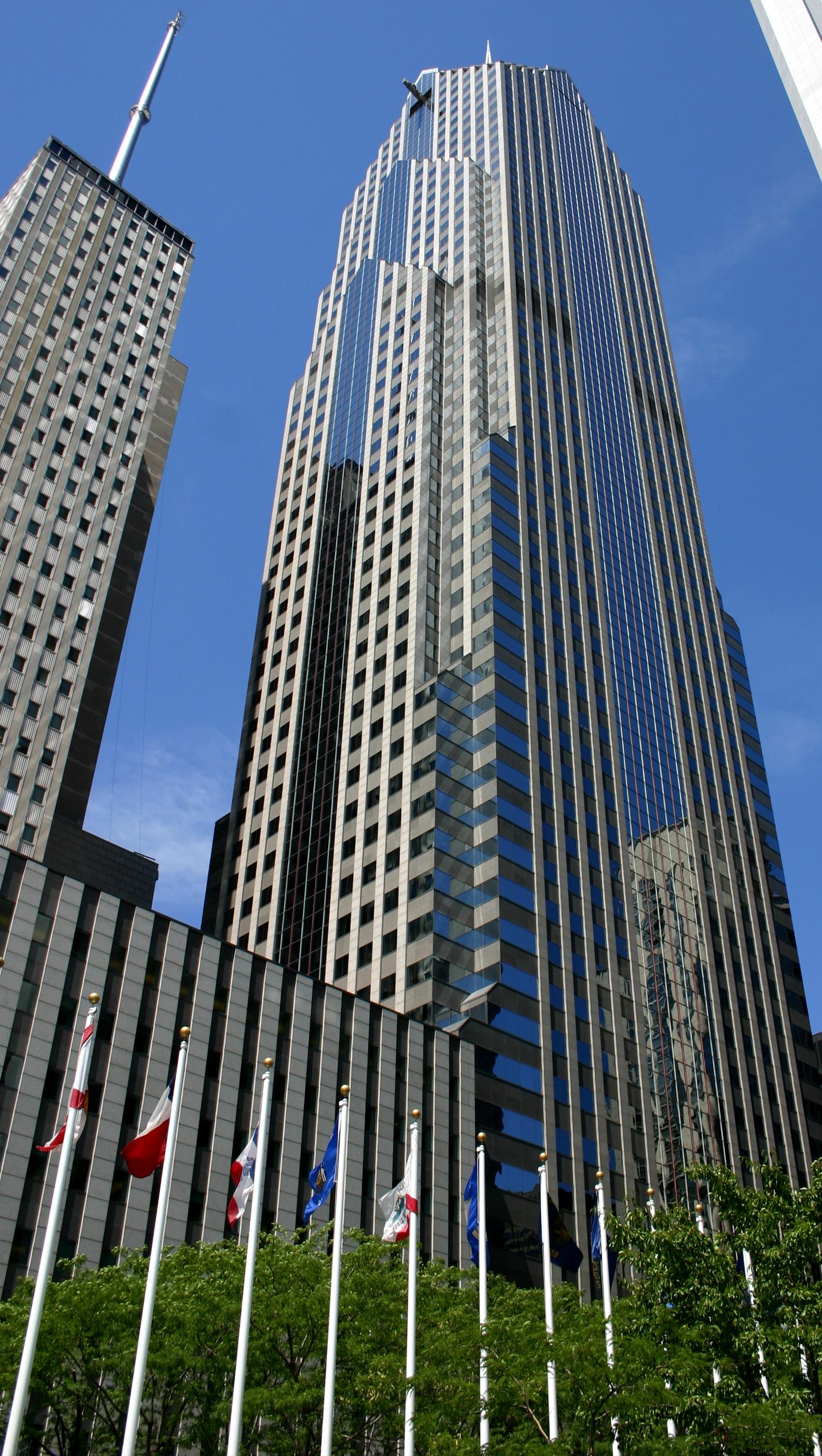
Vu du rez-de-chaussée.

Du haut de ses 303 mètres, le Two Prudential Plaza compte 69 étages et quatre sous-sols. Il est actuellement le septième plus haut gratte-ciel de Chicago après la Willis Tower, la Trump Tower, le St. Regis Chicago, l'Aon Center, le 875 North Michigan Avenue et le Franklin Center. Le Two Prudential Plaza est également le vingt-huitième plus haut gratte-ciel des États-Unis. La construction du bâtiment a commencé en 1988 et s'est achevée en 1990. Le Two Prudential Plaza devient le plus haut bâtiment construit en béton armé du monde au moment de son achèvement.
Le Two Prudential Plaza a été conçu dans le style international par le cabinet d'architectes Loebl, Schlossman & Hackl, avec Stephen T. Wright en tant que principal responsable de la conception. Il fut construit avec deux matériaux principaux, le béton et l'acier, tous deux très utilisés dans la construction des gratte-ciel. Il a reçu 8 prix, dont le prix de la meilleure structure décerné par l'Association des ingénieurs en structure de l'Illinois en 1995.
La forme distinctive du bâtiment se caractérise par des chevrons empilés sur les côtés nord et sud, un sommet pyramidal incliné à 45° et une flèche (parfois surnommée « 2 Pru ») d'une hauteur de 80 pieds (24 mètres). Sans sa flèche, le bâtiment dépasse à peine la hauteur des antennes du One Prudential Plaza.
En 1992, le Two Prudential Plaza est rattaché au One Prudential Plaza (anciennement connu sous le nom de Prudential Building) situé à son angle sud-ouest. Construit en 1955 par le cabinet Naess & Murphy et haut de 183 m (278 m avec son antenne), le One Prudential Plaza servait de siège social pour Prudential Financial, une entreprise de services financiers et d'assurances-vie classée au Fortune 500 et Fortune Global 500. Il fut le premier gratte-ciel de Chicago à voir le jour à la suite de la Grande Dépression des années 1930 et au sortir de la Seconde Guerre mondiale.
Très visible depuis de nombreux points de vue, le Two Prudential Plaza, situé côte-à-côte avec l'Aon Center (qui est lui-même très haut), est facilement reconnaissable dans le panorama urbain de Chicago.

## Dans la culture populaire
- Le bâtiment et sa place apparaissent dans le film de 1994 Richie Rich sous le nom de Rich Industries Inc[8].